# Чемпионат мира по боксу среди женщин 2010
Чемпионат мира по боксу среди женщин 2010 года проводился с 6 по 19 сентября в столице Барбадоса Бриджтауне.

## Победители
| Весовая категория | Золото                              | Серебро                   | Бронза                       |
| ----------------- | ----------------------------------- | ------------------------- | ---------------------------- |
| до 48 кг          | Чунгнейджанг Мэри Ком Хмангте Индия | Стелуца Дуцэ Румыния      | Элис Аппари Филиппины        |
| до 48 кг          | Чунгнейджанг Мэри Ком Хмангте Индия | Стелуца Дуцэ Румыния      | Назгуль Боранбаева Казахстан |
| до 51 кг          | Жэнь Цаньцань Китай                 | Никола Адамс Англия       | Татьяна Коб Украина          |
| до 51 кг          | Жэнь Цаньцань Китай                 | Никола Адамс Англия       | Ханне Мякинен Финляндия      |
| до 54 кг          | Елена Савельева Россия              | Ким Хйе Сон КНДР          | Каролина Михальчук Польша    |
| до 54 кг          | Елена Савельева Россия              | Ким Хйе Сон КНДР          | Чилла Немеди-Варга Венгрия   |
| до 57 кг          | Юн Гым Джу КНДР                     | Ян Яньцзи Китай           | Тассамали Тхонгджан Таиланд  |
| до 57 кг          | Юн Гым Джу КНДР                     | Ян Яньцзи Китай           | Рим Джовини Тунис            |
| до 60 кг          | Кэти Тэйлор Ирландия                | Дун Чэн Китай             | Куин Андервуд США            |
| до 60 кг          | Кэти Тэйлор Ирландия                | Дун Чэн Китай             | Каролина Грачик Польша       |
| до 64 кг          | Гюльсюм Татар Турция                | Вера Слугина Россия       | Кашмир Джексон США           |
| до 64 кг          | Гюльсюм Татар Турция                | Вера Слугина Россия       | Маришель де Йонг Нидерланды  |
| до 69 кг          | Эндриша Уоссон США                  | Саванна Маршал Англия     | Ян Тинтин Китай              |
| до 69 кг          | Эндриша Уоссон США                  | Саванна Маршал Англия     | Мария Ковач Венгрия          |
| до 75 кг          | Мэри Спенсер Канада                 | Ли Цзинцзы Китай          | Лилия Дурнева Украина        |
| до 75 кг          | Мэри Спенсер Канада                 | Ли Цзинцзы Китай          | Ван Яньжуй Китай             |
| до 81 кг          | Розели Фейтоза Бразилия             | Марина Вольнова Казахстан | Тимеа Надь Венгрия           |
| до 81 кг          | Розели Фейтоза Бразилия             | Марина Вольнова Казахстан | Кавита Индия                 |
| свыше 81 кг       | Надежда Торлопова Россия            | Екатерина Кужель Украина  | Ли Юньфэй Китай              |